# 日東食品工業
日東食品工業株式会社（にっとうしょくひんこうぎょう）は、広島県広島市中区に本社を置く日本の加工食品会社。「ニットーリレー」のブランド名で昆布茶や漬物の素などの製造・販売を行っている。
ブランド名の「ニットーリレー」の由来は、昆布の原産地である北海道の利尻島と礼文島の名前を合わせたもの。マスコットキャラクターは「リレー坊や」。

## 事業所
- 本社 - 広島県広島市中区羽衣町9-30

## 沿革
- 1937年（昭和12年）4月 - 「日東食品工業所」の商号で創業。ふりかけ、昆布茶の製造・販売を開始。
- 1947年（昭和22年）12月 - 「日東食品工業株式会社」を設立。

## 主な商品
- 昆布茶
- しょうが湯
- 麦茶
- 漬物の素
- だしの素
- 粉末飲料各種